# Amoríos
Amoríos es el decimoctavo álbum del cantautor cubano Silvio Rodríguez. Está formado por canciones compuestas en la década de los sesenta y setenta. Por primera vez incluye la Tetralogía de Mujer con Sombrero al completo, pues hasta el momento sólo tenía grabada Óleo de mujer con sombrero.

## Lista de canciones
1. Una canción de amor esta noche (Silvio Rodríguez)
2. Con melodía de adolescente o [Creo] (Silvio Rodríguez)
3. Tu soledad me abriga la garganta o [Tu mirada me espanta] (Silvio Rodríguez)
4. Haces bien o [Canción a una micro brigadista] (Silvio Rodríguez)
5. Día de agua o [Los días del agua] (Silvio Rodríguez)
6. Qué distracción (Silvio Rodríguez)
7. En cuál de esos planetas (Silvio Rodríguez)
8. Se cuenta de ti (Silvio Rodríguez)
9. Querer tener riendas (Silvio Rodríguez)
10. Dibujo de mujer con sombrero (Silvio Rodríguez)
11. Óleo de mujer con sombrero (Silvio Rodríguez)
12. Detalle de mujer con sombrero (Silvio Rodríguez)
13. Mujer sin sombrero (Silvio Rodríguez)
14. Qué poco es conocerte (Silvio Rodríguez)

## Créditos
- Silvio Rodríguez: Guitarras, voces, percusión y concepto.
- Jorge Aragón: Piano y orquestaciones / Voz en “Querer tener riendas”
- Jorge Reyes: Contrabajo
- Óliver Valdés: Batería y percusión
- Emilio Vega: Vibráfono y percusión
- Niurka González: Flauta en “Haces bien”, “En cuál de esos planetas” y “Mujer sin sombrero” / Clarinete bajo en “Haces bien”, “Qué distracción” y “En cuál de esos planetas”
- Anabell López: Coros en “Día de agua” y “En cuál de esos planetas”
- Tanmy López Moreno: Violín y voz en “Se cuenta de ti”.
- Maykel Elizarde: Tres cubano en “Día de agua”
- ORQUESTA SINFÓNICA DEL ISA, adjunta al Lyceum Mozartiano de La Habana dirigida por el Maestro José Antonio Méndez Padrón, en “Qué poco es conocerte” y “En cuál de esos planetas”
- Dirección Musical y Producción: Silvio Rodríguez Domínguez
- Grabación: Ing. Olimpia Calderón Arias
- Mezcla: Silvio Rodríguez y Olimpia Calderón
- Masterización: Víctor Cicard